# Eisenbahnunfall am Wappinger Creek
Der Eisenbahnunfall am Wappinger Creek war der Zusammenstoß eines Fernzuges mit einem entgleisten Güterzug auf einer hölzernen Brücke über den gleichnamigen Fluss am 6. Februar 1871. Die Angaben zu den Opferzahlen weichen voneinander ab, auch weil anschließend zahlreiche Personen vermisst wurden.

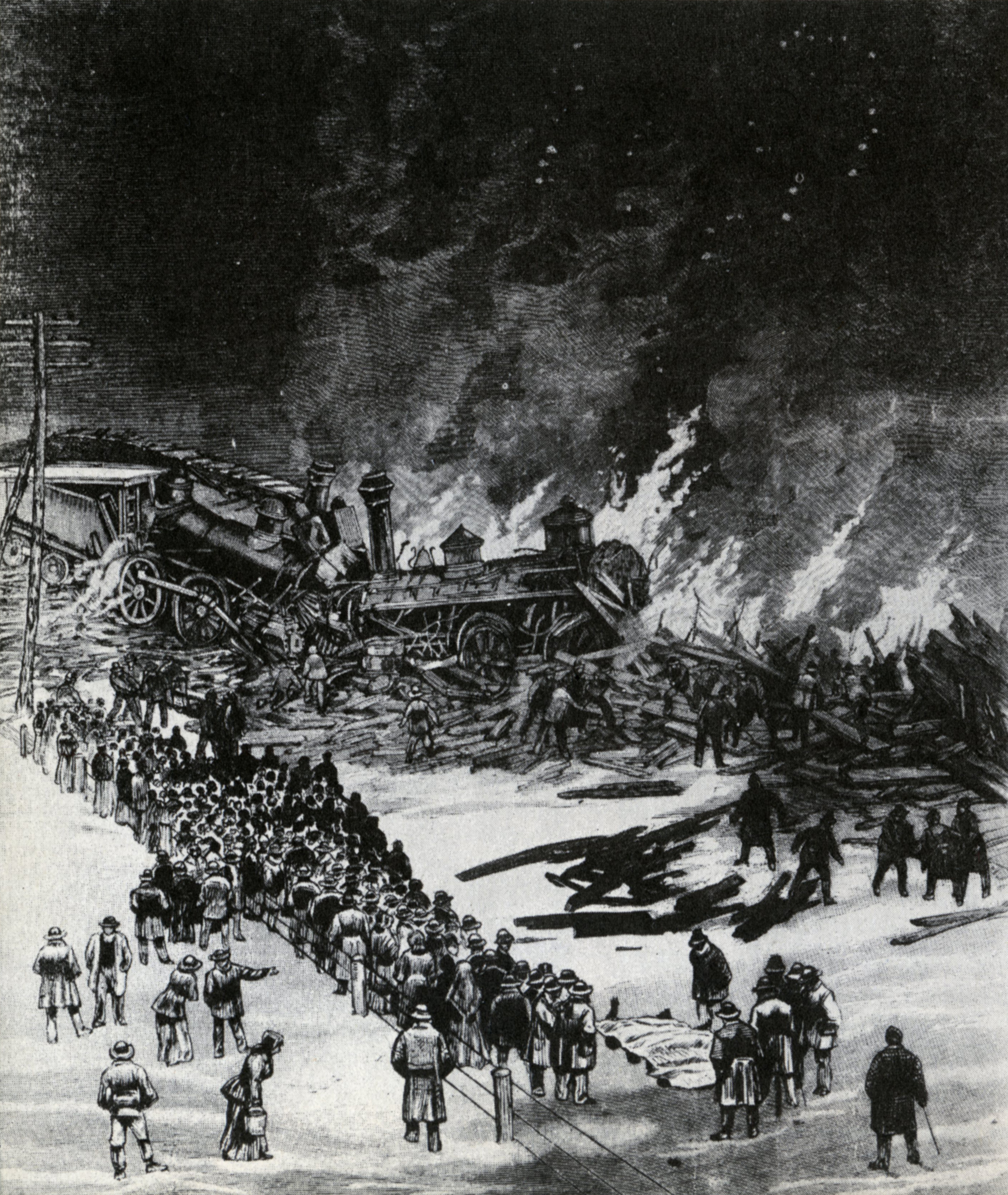
Unfallstelle

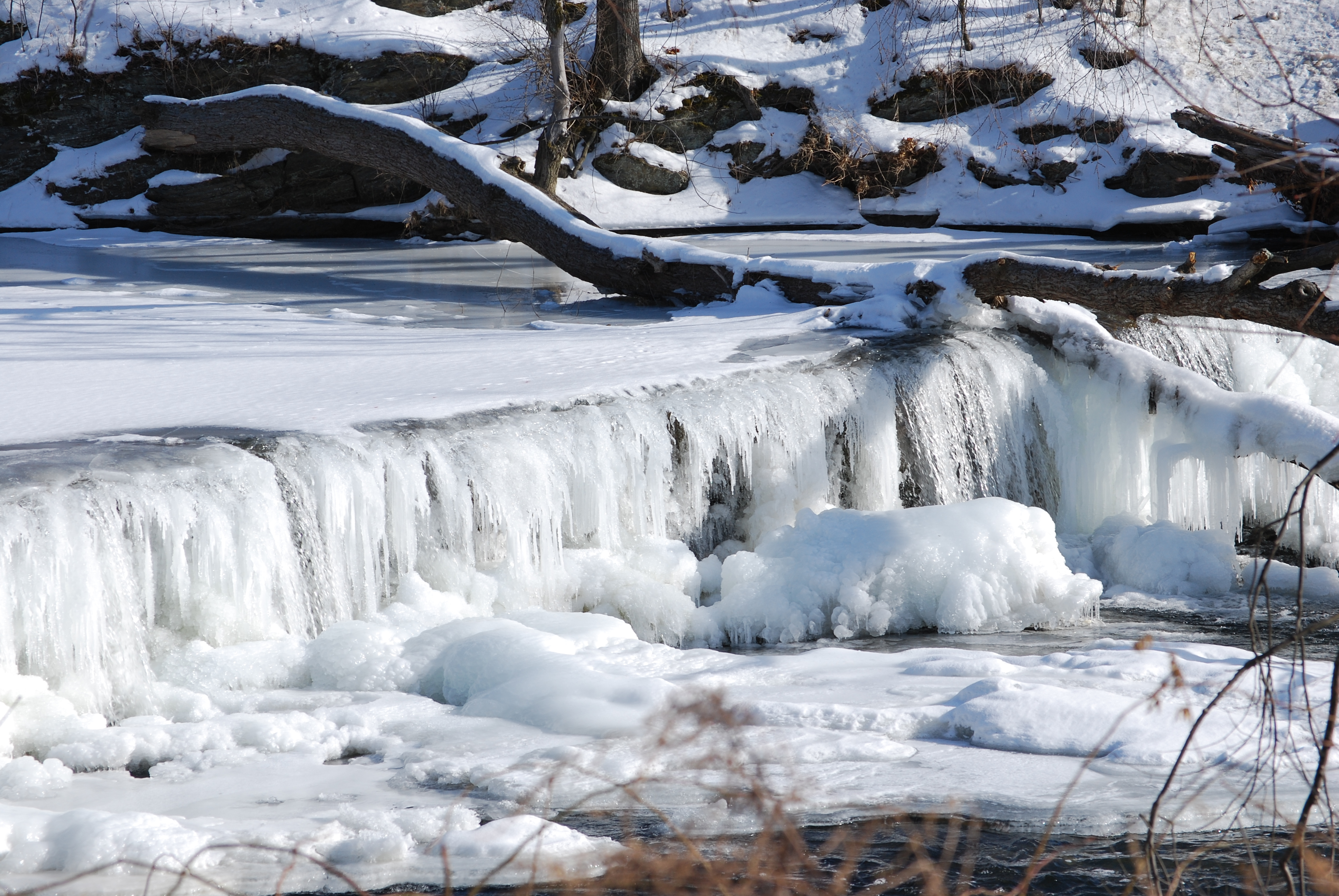
Zugefrorener Wappinger Creek

## Ausgangslage
Die zweigleisige Bahnstrecke Chicago–New York der New York Central and Hudson River Railroad querte bei New Hamburg (heute ein Stadtteil von Poughkeepsie) den Wappinger Creek auf einer hölzernen Brücke, die in den 1850er Jahren gebaut worden war.
Von Norden kam ein Güterzug, der Petroleum beförderte. In der Gegenrichtung war ein Fernverkehrszug von New York nach Chicago unterwegs.

## Unfallhergang
Als der Güterzug die Brücke überquerte, entgleiste er, die entgleisten Fahrzeuge blockierten anschließend die Gleise beider Fahrtrichtungen. Der kurz darauf aus der Gegenrichtung kommende Fernverkehrszug fuhr in die entgleisten Güterwagen. Die Kollision brachte die Brücke zum Einsturz und entzündete das Petroleum.
Der hintere Teil des Fernzuges blieb im Gleis stehen und es gelang Eisenbahnern und Fahrgästen, die letzten vier Wagen des Zuges, drei Schlafwagen der Wagner Palace Car Company und einen Sitzwagen, von Hand aus dem Gefahrenbereich zu schieben. Die Trümmer des vorderen Teils des Reisezuges, der Güterzug und die Brücke fielen auf den zugefrorenen Fluss, brannten dort aus und versanken im Fluss.

## Folgen
21, 22 oder 26 Menschen starben, darunter fünf Mitarbeiter der Bahn. 77 Menschen wurden darüber hinaus vermisst. Es ist bis heute der Eisenbahnunfall in den USA mit den meisten nicht geborgenen oder nicht identifizierten Opfern.